# ملعب ديودورو

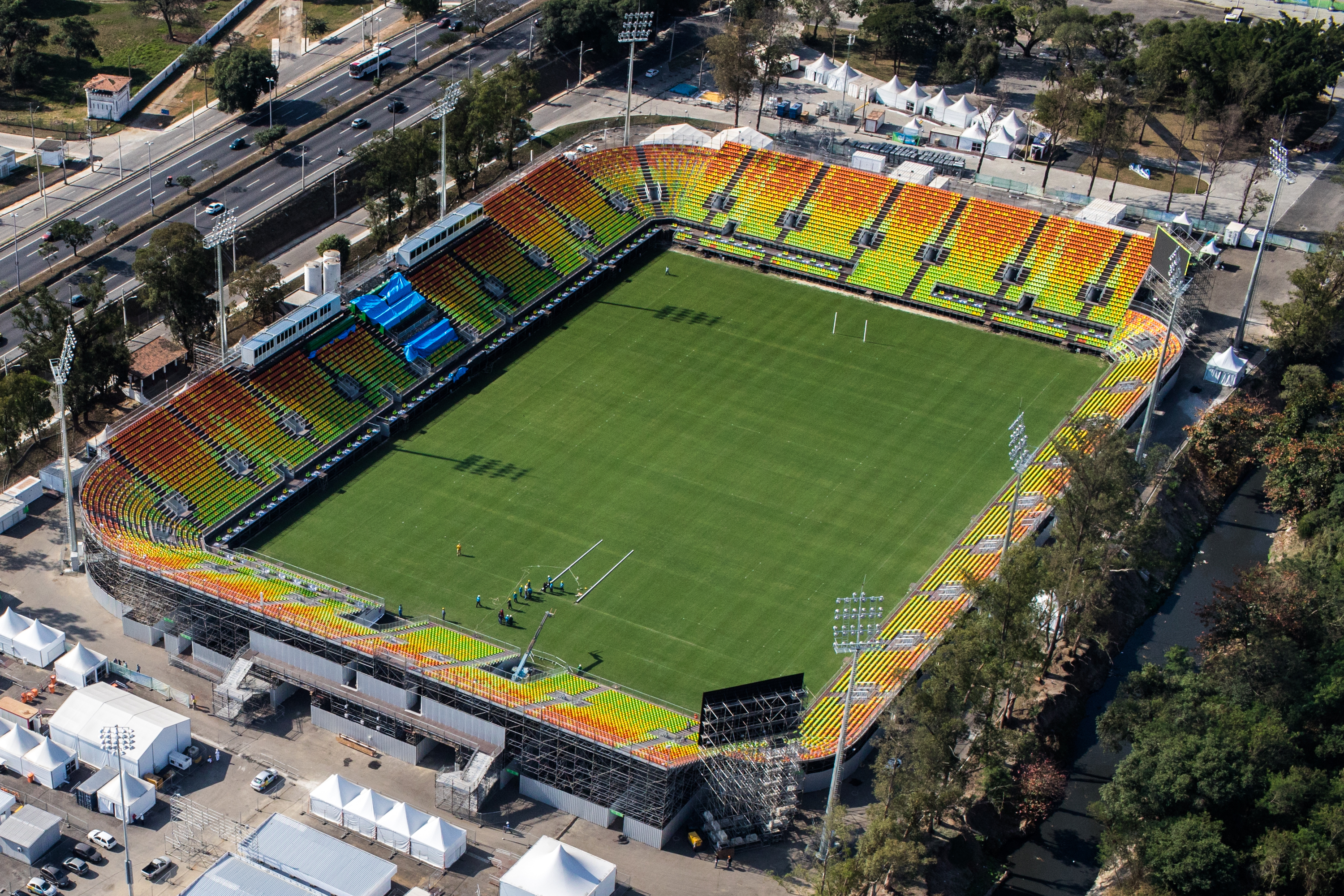
ملعب ديودورو.

ملعب ديودورو (بالإنجليزية: Deodoro Stadium)‏ ملعب مؤقت في الهواء الطلق تم بناؤه كجزء من منتزة ديودورو في ريو دي جانيرو، البرازيل. استشاف الملعب بطولة سباعيات الرجبي لأول مرة في تاريخ الأولمبياد، بالإضافة إلى بطولة عن ركوب الخيل والأقسام المشتركة للخماسي الحديث في دورة الألعاب الأولمبية الصيفية 2016. ونظمت فيه بطولة لكرة القدم ضمن الألعاب البارالمبية الصيفية 2016.